# 豊栄そよかぜ号

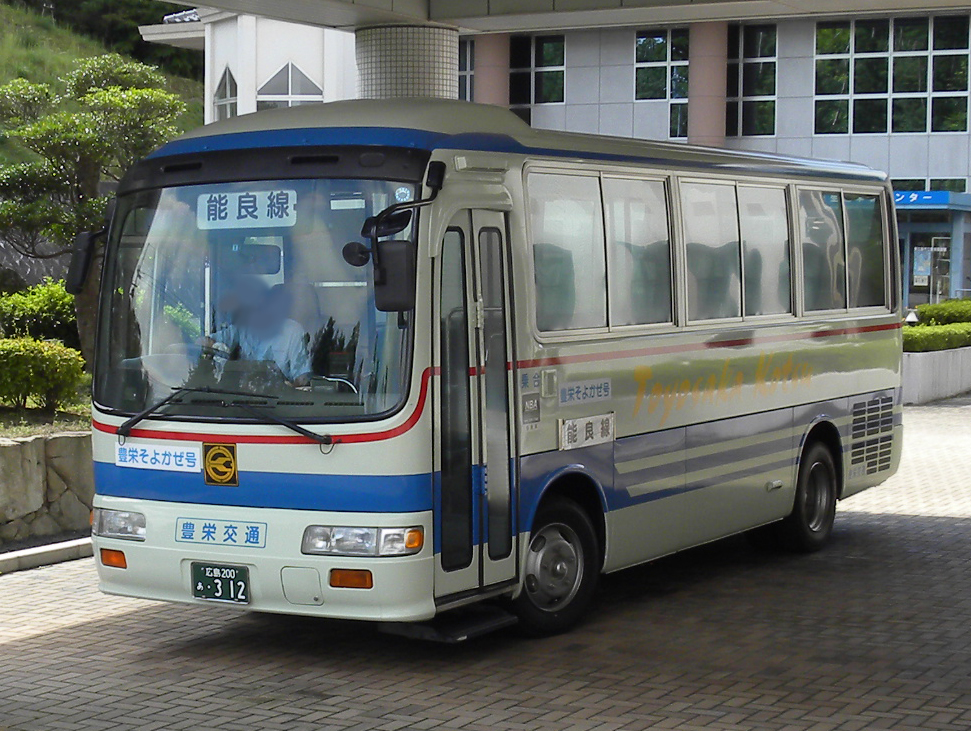
過去の車両（能良線、日野・リエッセ）

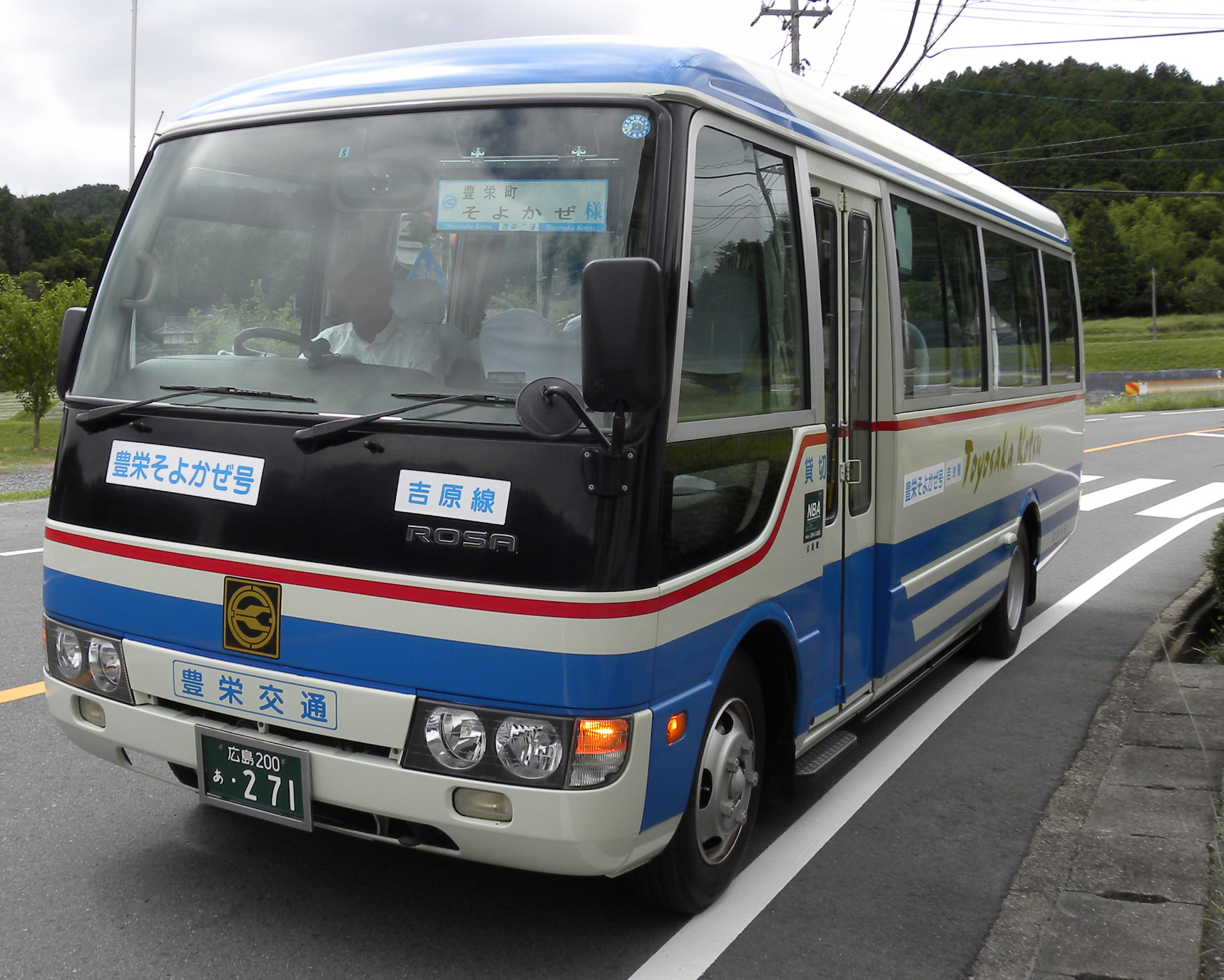
過去の車両（吉原線、三菱ふそう・ローザ）

豊栄そよかぜ号（とよさかそよかぜごう）は、広島県東広島市が豊栄地区で運行するコミュニティバスである。2009年（平成20年）2月1日運行開始。豊栄交通へ運行を委託している。

## 概要
1987年（昭和62年）9月、広島県賀茂郡豊栄町（当時）の福祉バスとして「豊栄そよかぜ号」の名称で運行を開始し、豊栄交通が運行を受託してきた。
豊栄町は2005年（平成17年）2月7日に東広島市へ編入合併され、東広島市豊栄町となったが、福祉バス「豊栄そよかぜ号」の運行は継続され、東広島市へ運行主体が引き継がれた。
豊栄地区の公共交通空白地域の解消等を目的として、既存の福祉バスを誰もが利用できるようコミュニティバス（乗合バス）に変更する形で、2009年2月1日より「豊栄そよかぜ号」の名称を引き継ぎコミュニティバスとして運行開始した。運行は引き続き豊栄交通が受託している。

## 運行内容
- 運賃は1回利用300円均一で、小学生以下や障害者とその介助者は150円、1歳未満の乳児は無料。保護者同伴の未就学児は1人まで無料。
  - 65歳以上の高齢者には10枚綴り2,000円の割引乗車券がある。
- 土曜・日曜及び年末年始（12月30日～1月3日）は運休。祝祭日は運行する。

## 路線
2011年3月12日改正時点で、以下の路線がある。
吉原線
- 豊栄支所前 → 豊栄診療所入口 → 豊栄 → 東元町 → 伊尾集会所前（月曜）／峠田（木曜） → 西中 → 兼石 → 吉原公民館入口 → 神村センター前 → 光原 → 吉原公民館入口 → 下り松上 → 西中 → 峠田（月曜）／伊尾集会所前（木曜） → 東元町 → 豊栄 → 豊栄診療所入口 → 豊栄支所前
  - 月曜・木曜のみの運行。月曜と木曜で一部経由順序が変わる。

能良線
- 豊栄支所前 → 豊栄診療所入口 → 豊栄 → 東元町 → 助谷上 → 中村谷集会所前 → 和田中 → 宇根 → 日南上 → 能良西
- 能良西 → 日南上 → 宇根 → 和田中 → 中村谷集会所前 → 助谷上 → 豊栄 → 豊栄診療所入口 → 豊栄支所前 → 豊栄 → 東元町
  - 月曜・木曜のみの運行。

安宿線
- 豊栄支所前 → 豊栄診療所入口 → 豊栄 → 東元町 → 助谷上 → 中屋上 → 和田中 → どんどん淵峡上 → 境橋上
- 境橋上 → どんどん淵峡上 → 和田中 → 中屋上 → 助谷上 → 豊栄 → 豊栄診療所入口 → 豊栄支所前 → 豊栄 → 東元町
  - 月曜・木曜のみの運行。

清武西線
- 東元町 - 豊栄 - 豊栄支所前 - 豊栄診療所入口 - 乃美交差点 - 北組集会所 - 別府口 - 別府 - 後谷上 - 米山集会所 - 農村公園前
  - 火曜・金曜のみの運行。

飯田線
- 東元町 - 豊栄 - 豊栄支所前 - 豊栄診療所入口 - 乃美交差点 - 賀茂北高校入口 - 乃美八幡宮前 - 別府口南 - 下別府 - 後谷下 - 飯田
  - 火曜・金曜のみの運行。

## 車両
- 銀色のジャンボタクシー車両（トヨタ・ハイエース）を使用している[1]。
- 車両はバス事業者が保有する事業用自動車（緑ナンバー車）である[1]。
- 過去には、吉原線・能良線・安宿線は定員29人のマイクロバス（日野・リエッセ、三菱ふそう・ローザ）、清武西線・飯田線は定員10人のジャンボタクシーを使用していた。

## 東広島市のコミュニティバス
東広島市では「のんバス」の他にも、市町村合併により現在の東広島市が成立する以前の各町の町域で、コミュニティバス等を運行している。